# Tartarughe Ninja alla riscossa (film)
Tartarughe Ninja alla riscossa (Teenage Mutant Ninja Turtles) è un film del 1990 diretto da Steve Barron, con protagonisti gli attori Elias Koteas e Judith Hoag. È il primo film delle Tartarughe Ninja, personaggi del fumetto omonimo di Kevin Eastman e Peter Laird, e girato dal vivo con attori in costume.
Uscito negli Stati Uniti nel marzo 1990, ha ottenuto un grande successo grazie anche alla popolarità fornita dalla prima serie animata, Tartarughe Ninja alla riscossa. In realtà il film si basa soprattutto sui fumetti originali, e sebbene vi siano alcune caratteristiche che lo riconducono ai cartoni animati del 1987, come la April giornalista e le tartarughe che indossano maschere colorate, la pellicola riprende passo dopo passo gli eventi principali di Eastman & Laird's - Teenage Mutant Ninja Turtles. Poche le modifiche, che non compromettono tuttavia la somiglianza tra film e fumetto. Notevole la presenza di Casey Jones e di Tatsu, il braccio destro di Shredder nella saga cinematografica. È quindi ben differente dalla serie animata che divenne famosa in quel periodo, intitolata anch'essa Tartarughe Ninja alla riscossa, essendo il film fedele alla storia originale, anche per le ambientazioni oscure e notturne.
Il successo creato da questa pellicola porterà alla luce ben due sequel: Tartarughe Ninja II - Il segreto di Ooze (1991), Tartarughe Ninja III (1993).

## Trama
In una tetra New York preda di criminalità gestita dal fantomatico Clan del Piede la giornalista April O'Neil indaga sul loro conto. Una sera April si imbatte in un gruppo del Clan durante un furto, ma viene tempestivamente salvata da quattro giustizieri misteriosi. I giustizieri in realtà non sono altro che le Tartarughe Ninja: Leonardo, Raffaello, Donatello e Michelangelo, rettili umanoidi abilissimi nelle arti marziali, ghiotti di pizza e che vivono nelle fogne insieme al loro sensei e mentore Splinter, un ratto antropomorfo.
Intanto April continua a fare sorprendenti scoperte della crescita della criminalità e per questo il terribile e crudele capo del Clan del Piede, Shredder, intende ucciderla per farla tacere e così manda alcuni ninja ad attaccarla alla metropolitana. La donna viene però salvata da Raffaello, che la conduce nel loro covo. Lì Splinter le racconta le loro origini: un tempo infatti erano quattro tartarughe ed un ratto ordinari (quest'ultimo appartenente una volta ad un maestro ninja, Hamato Yoshi), ma diventarono grandi ed intelligenti dopo essere venuti a contatto con un misterioso intruglio radioattivo finito nelle fogne e Splinter addestrò le tartarughe nell'arte del ninjutsu.
Le Tartarughe poi riaccompagnano April al suo appartamento, ma al ritorno scoprono il loro covo distrutto (per via di un ninja del Clan che aveva pedinato Raffaello mentre portava in salvo April) e Splinter rapito. April decide allora di ospitarle a casa sua.
Intanto tra i membri del Clan (composto da ragazzi fuggiaschi ingannati da Shredder e resi guerrieri) c'è Danny Pennington, il figlio delinquente del capo di April, Charles, che libera il figlio dopo che quest'ultimo è stato arrestato per rapina. Durante una visita a casa di April da parte di Charles e Danny, il ragazzo viene a conoscenza delle Tartarughe e quindi riferisce informazioni a Shredder su dove si trovino.
Dopo una discussione con Leonardo, Raffaello si reca sul tetto del condominio di April, dove il Clan del Piede gli fa un'imboscata. Poi il Clan attacca le Tartarughe all'appartamento di April, ma riescono lo stesso a batterli grazie all'intervento di Casey Jones, un giovane vigilante che aveva recentemente incontrato Raffaello, ma durante lo scontro Raffaello viene pesantemente battuto e l'appartamento di April prende fuoco. Le Tartarughe, Casey e April si trasferiscono nella vecchia villa in campagna dei parenti di lei. Durante questo periodo April viene a sapere di essere stata licenziata da Charles mentre Raffaello si riprende e si riappacifica con i fratelli. Le Tartarughe poi localizzano Splinter mediante una meditazione e tornano a New York per salvarlo.
Nel frattempo Splinter simpatizza con Danny, che gli racconta la storia dell'uccisione del suo maestro Hamato Yoshi da parte di un ninja rivale, Oroku Saki, ossia Shredder da giovane, sull'amore di una donna mentre Splinter era un topo normale. Durante la lotta, Splinter sfregiò il volto di Saki e quest'ultimo, usando la sua katana, gli tagliò un orecchio. Quando Danny viene a sapere che Shredder intende giustiziare Splinter, ha un ripensamento e decide di ribellarsi al Piede liberando Splinter con l'aiuto di Casey. Splinter rivela ai ragazzi reclutati dal Piede che Shredder li sfrutta; rendendosi conto di ciò, si dimettono dal Piede.
Le Tartarughe si preparano per la battaglia finale. La lotta contro l'intero Clan del piede si svolge prima nelle fogne e poi sulle strade e sui tetti di New York, dove le Tartarughe sconfiggono facilmente i guerrieri. Shredder le raggiunge su un tetto e le affronta personalmente armato del suo yari, rivelandosi troppo abile e riesce a sconfiggere tutte le tartarughe da solo, arrivando infine a umiliarle. Mentre Shredder si prepara a impalare Leonardo, Splinter appare e lo nomina come Oroku Saki; l'uomo si toglie la maschera e si tocca la cicatrice, ricordando cosa è successo con Splinter. Nel tentativo finale di uccidere Splinter, Shredder viene fatto cadere in un camion dell'immondizia, dove Casey lo stritola attivando il compattatore. Shredder viene così apparentemente ucciso.
Mentre la polizia arresta i ninja sconfitti, i ragazzi raccontano loro dove si trova il nascondiglio del Clan. Danny si riunisce con Charles e fanno la pace, April viene riassunta e si fidanza con Casey. Riunite con Splinter, le Tartarughe guardano April e Casey mentre si baciano e poi, su suggerimento del maestro Splinter, urlano il celebre grido da battaglia Cowabunga.

## Distribuzione
Le riprese del film si sono svolte dal 10 luglio al 9 settembre 1989.
Alcune delle location in cui è stato girato il film sono Castle Hayne e New York City (USA), e Wilmington (Carolina del Nord).
Il film ha debuttato in America il 30 marzo 1990.

## Produzione

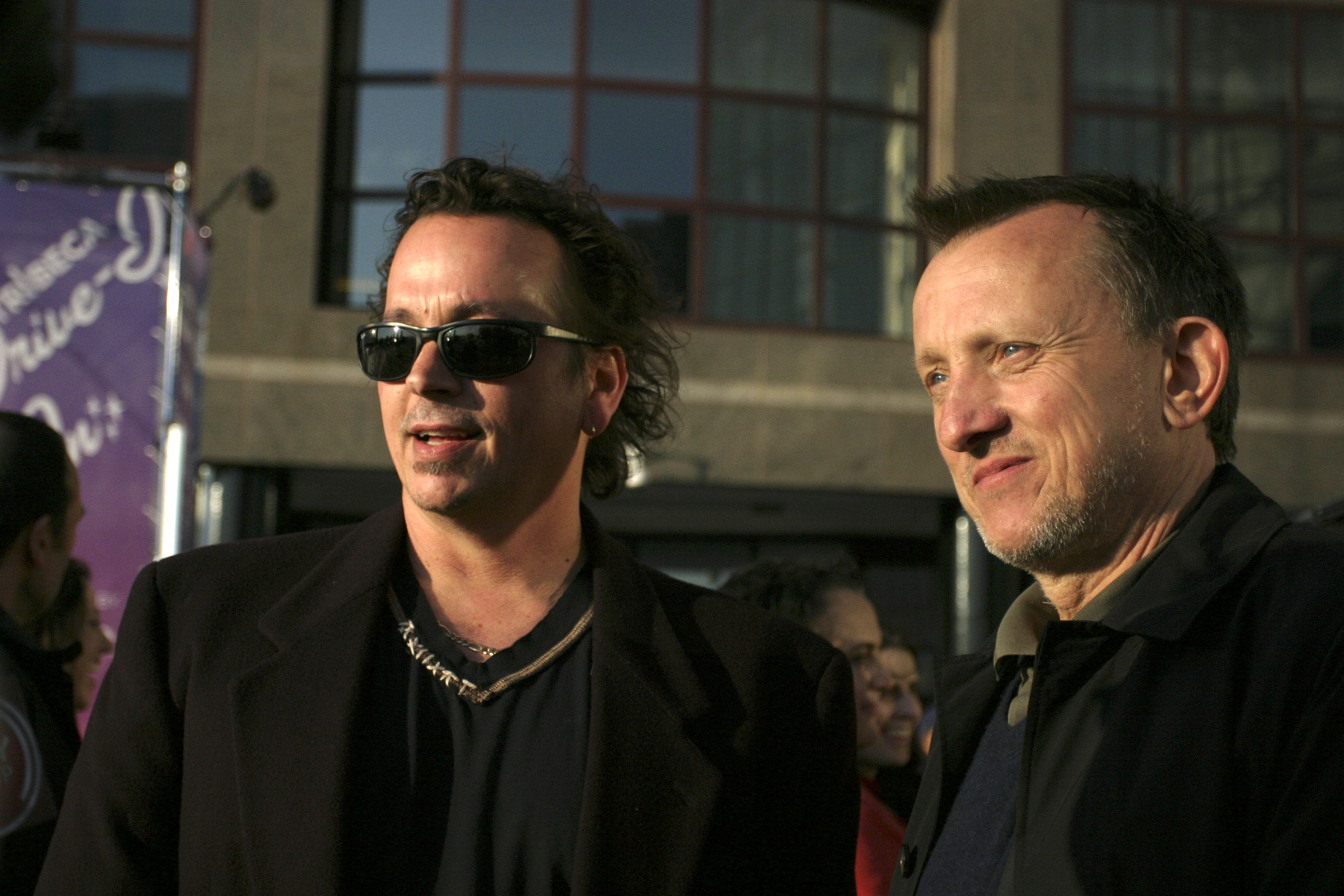
Kevin Eastman (autore del fumetto) e Steve Barron (il regista del film)

La sceneggiatura è basata principalmente sui primi numeri della serie a fumetti "Teenage Mutant Ninja Turtles", comprese le storie delle origini delle tartarughe, la battaglia sul tetto, il soggiorno alla fattoria e la battaglia con Shredder. Elementi tratti dalla serie animata degli anni '80, come le maschere colorate delle Tartarughe e l'amore per la pizza, elementi del personaggio di Michelangelo, e April O'Neil come reporter televisivo invece di un assistente di laboratorio.
Il budget del film era di 13,5 milioni di dollari. Gran parte della produzione si è svolta nella Carolina del Nord, con un paio di riprese in esterni a New York City durante l'estate del 1989 per catturare famose aree di riferimento, come Times Square, l'Empire State Building e il fiume Hudson. Le riprese in Nord Carolina si sono svolte presso i Nord Carolina Film Studios, dove sono stati creati i set sui tetti di New York. Lo scenografo Roy Forge Smith e il suo direttore artistico, Gary Wissner, si sono recati a New York City quattro mesi prima delle riprese e hanno scattato fotografie di tetti e altri luoghi diversi. Mentre erano a New York, Smith e Wissner furono autorizzati a esplorare una linea della metropolitana di Brooklyn abbandonata, poiché non potevano accedere a una rete fognaria cittadina, ma la struttura della metropolitana aveva lo stesso principio di una fogna. Andarono anche in un tunnel d'acqua che aveva grandi tubi che lo attraversavano.
Dopo aver creato gli schizzi di design, il team di costruzione ha utilizzato il backlot degli studi per creare alcuni dei set. C'erano problemi con i tombini che portavano alla casa delle tartarughe, in quanto una stanza quadrata di otto piedi doveva essere costruita sotto di loro, ma trovava acqua a circa cinque piedi, e quindi doveva versare cemento nelle stanze sotterranee per mantenere l'acqua fuori. Per rendere autentica la fogna, è stato dato un segno di marea, ed è stato coperto con mattoni, intonaco e pittura a stucco per dare alle pareti un aspetto realistico. Le tartarughe sono state create dal Creature Shop di Jim Henson a Londra. Jim Henson ha detto che le creature erano le più avanzate con cui avesse mai lavorato. Le creature furono prima fatte di fibra di vetro e poi rimodellate di argilla. Sono stati prodotti come stampi per colare tutto il corpo in lattice di gommapiuma. Il lavoro presso il negozio è stato completato entro 18 settimane.

## Accoglienza

### Incassi
Il film ha avuto un successo eccezionale, specialmente tra i giovani. È il film indipendente con il più alto incasso dell'epoca, e il nono con il più alto incasso nel 1990, dietro solo a Ghost - Fantasma, Mamma, ho perso l'aereo, Pretty Woman, Balla coi lupi, Atto di forza, Ritorno al futuro - Parte III, 58 minuti per morire - Die Harder e Presunto innocente.
Costato $ 13,500,000, il film è stato distribuito in 2,006 sale del Nord America il 30 marzo 1990, arrivando al primo posto al botteghino nel fine settimana, con $ 25,398,367. Alla fine, il film ha incassato $ 135,265,915 in patria, più altri $ 66,700,000 a livello internazionale, per un totale di $ 201,965,915.

### Critica
Il film ha ricevuto un punteggio di approvazione del 40% su Rotten Tomatoes, in base alle recensioni di 50 critici. Il consenso del sito Web afferma che "Tartarughe Ninja alla riscossa è esattamente come pubblicizzato: one-liners, risse e stupidità generale. Buono per i giovani di cuore, irritante per tutti gli altri.". È il film con il punteggio più alto della serie oltre al crossover diretto Batman vs. Teenage Mutant Ninja Turtles. Su Metacritic, ha un punteggio pari a 51 basato su 21 recensioni, che indicano "recensioni miste o medie"
Nella versione iniziale del film, Owen Gleiberman, scrivendo per Entertainment Weekly, ha dato al film una valutazione F, scoprendo che nessuna delle quattro tartarughe o Splinter aveva personalità, ma sentiva che un pubblico giovane avrebbe potuto apprezzare il film, notando che il recensore poteva sono "andato anche per questo se fossi cresciuto con i giochi Nintendo e l'animazione robotica che passa per intrattenimento nella TV del sabato mattina di oggi". Kim Newman ha scritto nel Monthly Film Bulletin di aver trovato i personaggi che ricordano la serie di film Godzilla dei primi anni '70, descrivendo le tartarughe come "adorabili mostri in larghe tute di gommapiuma" che "hanno fatto amicizia con bambini perduti e hanno distrutto le cose in orge di distruzione in qualche modo non hanno mai fatto del male a nessuno", e che le tartarughe "lasciano cadere la parola d'ordine occasionale adolescenziale ma non sono mai lontanamente convincenti come adolescenti, mutanti, ninja o tartarughe, lasciandole bloccate sullo schermo come grandi Muppet verdi con fasce di colori diversi". Sia Owen Gleiberman che Kim Newman hanno elogiato il lavoro del Creature Shop di Jim Henson, con Maslin che afferma "senza il quale non ci sarebbe stato nessun film". Variety ha elogiato l'umorismo ironico del film e le sequenze di arti marziali "in modo bizzarro e stravagante". Roger Ebert ha concluso che il film "non è affatto così brutto come potrebbe essere, e probabilmente è il miglior film delle Tartarughe Ninja. Fornisce, in altre parole, più o meno ciò che i fan delle Tartarughe si aspetteranno". Lloyd Bradley di Empire ha assegnato al film un punteggio di quattro stelle su cinque, affermando: "Un'avventura a tutto tondo, senza pretese, molto divertente, strabiliante - mescolata sottilmente in modo che sia divertente per tutta la famiglia".
Variety, il New York Times e il Monthly Film Bulletin hanno tutti notato i cattivi asiatici del film; Variety ha descritto "sfumature di razzismo nel suo uso di cattivi orientali", mentre Janet Maslin del Times ha dichiarato che "i tipi malvagi della storia sono asiatici, e il film interpreta gli aspetti di pericolo giallo di questo fino in fondo". Newman ha notato una battuta razzista nella risposta di April O'Neil al Clan del Piede, "Qual è il problema, sono rimasto indietro con i miei pagamenti Sony?", scoprendo che il film esprimeva un "risentimento per la forza economica del Giappone anche mentre il film sta saccheggiando la cultura popolare giapponese". Ebert ha ritenuto che non ci fosse "razzismo" nel film.

## Riconoscimenti
- 1991 - Saturn Award
  - Nomination miglior film fantasy a Steve Barron
  - Nomination migliori costumi ad Alonzo Wilson, Lesja Liber, Xenia Beith, Fiona Cazaly e Marian Keating
- 1990 - BMI Film & TV Award
  - BMI Film Music Award (Miglior colonna sonora di un film internazionale) a John Du Prez
- 1991 - Kids' Choice Award
  - Star animale preferita alle Tartarughe Ninja
  - Nomination film preferito
- 1991 - Premio YoGa
  - Peggior film straniero a Steve Barron
- 1991 - Young Artist Award
  - Nomination film d'azione per i giovani più divertente